# کریستوفر اور (منتقد فیلم)
کریستوفر اور (انگلیسی: Christopher Orr؛ زادهٔ ۱۹۶۷) منتقد فیلم و ویراستار مجلهٔ اهل ایالات متحده است. او از سال ۲۰۱۰ سردبیر ارشد آتلانتیک بوده‌است. اور برای نیو ریپابلیک، سلان، هفته‌نامه لس آنجلس و نیویورک سان نیز نوشته‌است.